# Stogi z Przeróbką
Stogi z Przeróbką – była nadmorska dzielnica administracyjna Gdańska, położona w północno-wschodniej części miasta na Wyspie Portowej. Graniczyła z Krakowcem-Górkami Zachodnimi, otoczona przez wody Martwej Wisły, Kanału Kaszubskiego i Zatoki Gdańskiej.
Została zniesiona wraz ze zmianą liczby i granic jednostek pomocniczych miasta Gdańska w 2011, została podzielona na dwie dzielnice administracyjne: Przeróbka i Stogi.

## Jednostki terytorialne
- Przeróbka – dzielnica:
  - Westerplatte
  - Wisłoujście – Twierdza Wisłoujście
  - Sączki
  - osiedle mieszkaniowe
- Stogi – dzielnica:
  - Las Miejski
  - Port Północny
  - osiedle mieszkaniowe
- część terenów portu morskiego Gdańsk (zarówno w granicach Stogów, jak i Przeróbki)